# Широки-Бриег (община)
Община Широки-Бриег (босн. и хорв. Opština Široki Brijeg, серб. Општина Широки Бријег) — боснийская община, расположенная в Западногерцеговинском кантоне Федерации Боснии и Герцеговины. Административным центром является Широки-Бриег.
История общины тесно связана с построенным здесь в 1846 году монастырём .

## Население
По предварительным данным переписи в конце 2013 года население общины составляло 29 809 человек. По данным переписи населения 1991 года, в 35 населённых пунктах общины проживали 27 160 человек.